# Румънеца и Енчев

Румънеца и Енчев ca популярен поп дует, създаден през 1996 г. в Добрич от Адриан Рачев-Румънеца и Георги Енчев. В чужбина са познати под името R&E.
Имат собствена музикална компания „Селект Мюзик Медия“ (създадена през 2003 г.), която продуцира млади групи като R&E, Planet Magic Live, The Band (Grupata), Cacao. Компанията има зад гърба си няколко издадени албума и множество концерти.

## Музикална кариера

### По пътя на славата
В първите две години те правят песни в импровизирано студио. Измислят и записват Мухата и Мене не ме познаваш. Една от песните им се завърта по Радио „Тангра“ като достига до Топ 20, а също по радиата „Хоризонт“ и „Дарик“. Първият сценичен дебют на дуото е през 1999 г. на фестивала „Сарандев“, Добрич с песента „Мене не ме познаваш“, където печелят втора награда за млади таланти, връчена им лично от Лили Иванова (председател на журито). На „Златният Орфей“ през 1999 г. печелят трета награда в категорията за Млад изпълнител, а два месеца по-късно печелят първа награда от фестивала „Есенен бриз“ с председател на журито известния български певец Георги Христов. След като получават няколко награди от различни фестивали, те си намират продуцент в лицето на музикалната компания Polysound. Но след като издават хита Пипни ме тук, младите артисти решават да сменят продуцента си. Те се спират на известния Васко Теслата. С негова помощ и с помощта на певиците Амалия и Алексия, както и дует „Мания“, те записват първия си албум Румънеца и Енчев, който излиза на 3 октомври 2001 г.

### На върха
През 2002 г. Румънеца и Енчев изпяват песента „Химн за влизането в НАТО“, която е посветена на присъединяването на България към Евро-атлантическия пакт. Една година по-късно издават втория си албум „Румънеца и Енчев 2“, с подкрепата на Стефкос Мюзик. В този албум се открояват Ти ме искаш, Нас двамата (заедно със Светла Иванова), „От утре“ (с Устата и John Kaleka) и „Коледата невъзможна“. Групата се отличава с изключителния си стил и много експерименти и нововъведения. Румънеца и Енчев са новатори. Клипа на песента „НеБе“. от същия албум, е промотирана в сайта abv.bg Архив на оригинала от 2008-09-30 в Wayback Machine.. В клипът за рекламата на вафла Мура Нестле те правят уникален клип под вода. За саундтрак е направен специален аранжимент на „Пипни ме“ тук от Николай Маджаров – Файчето и замяна на припева с думите „Щракни ме тук“.

### Смяна на имиджа
Екзотични и оригинални, следващите песни са с етно елементи от различни дани, което е в основата за избора на заглавие на предстоящия албум. През 2005 г. Румънеца и Енчев пускат на пазара Giliai, която е с индийски фолклорни елементи. С тази песен те пробиват в „MTV“, но с нов псевдоним – EaSTar (East star – Източна звезда). Следващата песен също е издържана в етно линията Индия – San Sanana. Същата година, дуото е специален гост в турнето на Слави Трифонов като подгряващ елемент. Кавърът на песента на Слави „Сватба“ „Ако кажеш не“ има огромен успех. Година по-късно излиза и третият албум Етно. Друга песен, а именно All 4 One, Румънеца и Енчев записват с гост-изпълнители гръцкия „Dispero“, турската „Eurograp“, македонската „Skopie Via Sofia“ и българката Vessy.
През 2007 г. двамата поп изпълнители, заедно с водещия на предаванията „Сблъсък“ и „Мюзик Айдъл“ по БТВ Иван, записват нова песен. Тя е озаглавена „Защо няма радост“ и в нея Иван изпълнява припева от едноименната песен на Софи Маринова, по собствен стил.

### Раздяла
През ноември 2017 г. изпълнителите пишат статус във Фейсбук, с който обявяват края на съществуването на дуета и тяхната музикална дейност, като благодарят на всички, които са били с тях през 20-годишната им кариера.

### Завръщане
След почти 6-годишно прекъсване в началото на 2023 г. дуетът се завръща, а през юли месец същата година издават песента „Няма сън“.

## Награди и номинации
„Сарандев“:
- Второ място за Млади таланти – 1999

„Златния Орфей“
- Трето място за Млади таланти – 1999

„Есенен Бриз“
- Първо място за Млади таланти – 1999

## Дискография

### Студийни албуми
- 2001 – Румънеца и Енчев
- 2003 – Румънеца и Енчев 2
- 2006 – Етно
- 2008 – Заедно завинаги
- 2012 – Слънцето и ти

### Други песни
- Румънеца и Енчев с участието на Мария Илиева – Burn (2008)
- Румънеца и Енчев с участието на Turbo B (SNAP!) & R.O.O.O.M – Don't Cha Know (2009)
- Румънеца и Енчев с участието на поп-фолк певицата Емануела – Данък любов (2010)
- Румънеца и Енчев с участието на Turbo B (SNAP!), N.A.S.O & Мариета – Пак на море (radio edit) (2012)
- Румънеца и Енчев с участието на Turbo B (SNAP!), N.A.S.O & Мариета – Пак на море (dance version) (2012)
- Румънеца и Енчев с участието на Мариета и Гери Дончева – 7 дни (2013)